# جون جي. كولير
جون جي. كولير (بالإنجليزية: John G. Collier)‏ هو مهندس بريطاني، ولد في 22 يناير 1935 في استراتام ‏ في المملكة المتحدة، وتوفي في 18 نوفمبر 1995.